# Сланске Нове Место
Сланске Нове Место, Сланське Нове Место (словац. Slanské Nové Mesto) — село в окрузі Кошиці-околиця Кошицького краю Словаччини. Площа села 30,25 км². Станом на 31 грудня 2016 року в селі проживало 478 жителів.

## Географія
Протікає потік Сланчик.

## Історія
Перші згадки про село датуються 1332 роком.

## Населення
| Рік:            | 1994. | 2004.   | 2014.   | 2024.   |
| --------------- | ----- | ------- | ------- | ------- |
| Кількість осіб: | 505   | 482     | 499     | 462     |
| Різниця:        |       | -4,55 % | +3,52 % | -7,41 % |

| Рік:            | 2023. | 2024.   |
| --------------- | ----- | ------- |
| Кількість осіб: | 460   | 462     |
| Різниця:        |       | +0,43 % |